# Martigny (Aisne)
Martigny é uma comuna francesa na região administrativa de Altos da França, no departamento de Aisne. Estende-se por uma área de 16,96 km². Em 2010 a comuna tinha 449 habitantes (densidade: 26,5 hab./km²).